# Essentieel beroep
Een essentieel beroep, cruciaal beroep of vitaal beroep is een beroep waarvan de continue uitvoering als onmisbaar wordt beschouwd en dat, bijvoorbeeld tijdens een lockdown of andere crisis, niet stopgezet kan worden. Tijdens de coronapandemie van 2020 werkten verschillende overheden lijsten uit met essentiële beroepen en vitale sectoren.
Volgens onderzoek hebben veel van de essentiële beroepen een eerder lage status en brengen ze vaak minder loon op.